# Sim (Stadt)
Sim (russisch Сим) ist eine Kleinstadt in der Oblast Tscheljabinsk (Russland) mit 14.466 Einwohnern (Stand 14. Oktober 2010).

## Geographie
Die Stadt liegt an der Westflanke des Südlichen Ural etwa 340 km westlich der Oblasthauptstadt Tscheljabinsk am Sim, einem rechten Nebenfluss der in die Kama mündenden Belaja.
Sim gehört zum Rajon Aschinski und befindet sich etwa 25 km östlich von dessen Verwaltungssitz Ascha.
Die Stadt liegt an der Südstrecke der Transsibirischen Eisenbahn Moskau–Samara–Tscheljabinsk–Omsk (Station Simskaja; Streckenkilometer 1759 ab Moskau) sowie der Fernstraße M5 Moskau–Tscheljabinsk.

## Geschichte

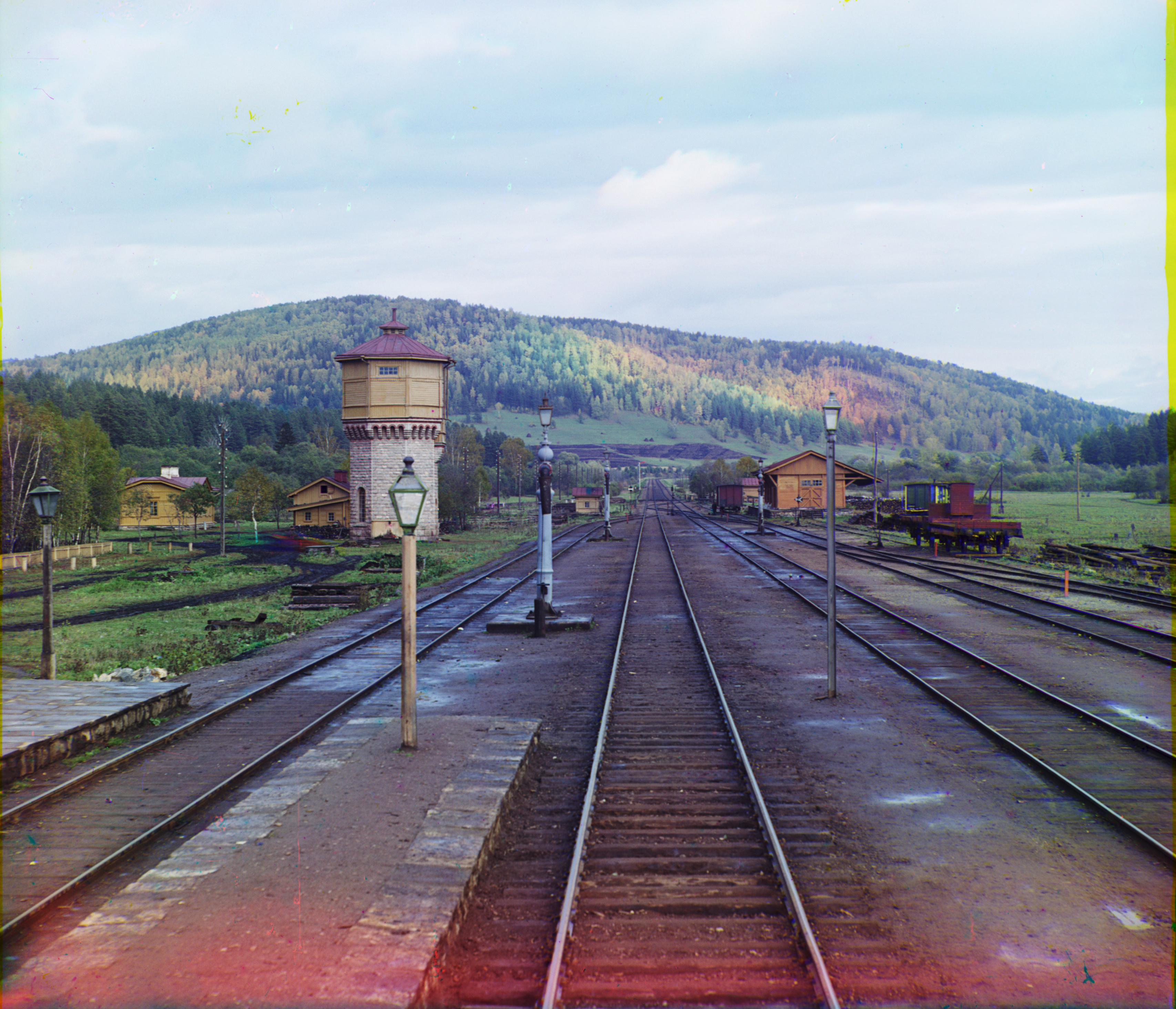
Eisenbahnstation Simskaja (frühes Farbfoto von Prokudin-Gorski, 1910)

Sim entstand 1759 im Zusammenhang mit der Errichtung des Eisenwerkes Simski Sawod. Während des Pugatschow-Aufstandes 1773–75 wurde das Werk zerstört, 1778 jedoch wiedereröffnet. Am 13. November 1942 erhielt der Ort unter dem heutigen Namen Stadtrecht.

### Bevölkerungsentwicklung
| Jahr | Einwohner |
| ---- | --------- |
| 1939 | 7.858     |
| 1959 | 13.897    |
| 1970 | 18.929    |
| 1979 | 21.329    |
| 1989 | 20.164    |
| 2002 | 16.377    |
| 2010 | 14.466    |

Anmerkung: Volkszählungsdaten

## Kultur und Sehenswürdigkeiten
Sim besitzt ein kleines Historisches Museum.

## Wirtschaft
In Sim gibt es eine Maschinenfabrik (Agregat AG).

## Söhne und Töchter der Stadt
- Alexei Kusmin (1891–1980), Geologe und Hochschullehrer
- Igor Kurtschatow (1903–1960), Atomphysiker
- Boris Kurtschatow (1905–1972), Radiochemiker